# Kabinett Shinzō Abe IV (1. Umbildung)
Das zum ersten Mal umgebildete vierte Kabinett Abe (jap. 第4次安倍第1次改造内閣, daiyoji Abe daiichiji kaizō naikaku) regierte Japan unter Führung von Premierminister Shinzō Abe vom 2. Oktober 2018 bis zu einer erneuten Umbildung am 11. September 2019. Zuvor hatte sich Abe bei der Wahl des LDP-Vorsitzenden deutlich gegen seinen Herausforderer Shigeru Ishiba durchsetzen können. Dem Koalitionskabinett von Liberaldemokratischer Partei und Kōmeitō gehörten ausschließlich Abgeordnete aus dem nationalen Parlament an: 17 aus dem Abgeordnetenhaus, drei aus dem Senat. Dem Kabinett gehörte eine Frau an. Einschließlich Abe behielten sechs Minister aus dem vorherigen Kabinett ihre Ressorts, darunter Vizepremier Asō, Chefkabinettssekretär Suga und Außenminister Kōno. Zwölf der neuen Kabinettsmitglieder waren vorher noch nie Minister gewesen, unter Abe so viele wie nie zuvor. Auch im LDP-Vorstand gab es Veränderungen; u. a. wurde der bisherige Exekutivratsvorsitzende Wataru Takeshita, der bei der Wahl des Parteivorsitzenden für Ishiba gestimmt hatte, von Katsunobu Katō abgelöst.
Unter diesem Kabinett fand der Kaiserwechsel von Akihito zu Naruhito und damit der Beginn der Reiwa-Zeit statt. Es war somit das letzte Kabinett der Heisei-Zeit. Im Juli 2019 wurden Senatswahlen abgehalten, bei denen die Regierungskoalition unter leichten Verlusten ihre absolute Mehrheit behaupten konnte.

## Minister
| Ministerressort | Weitere Aufgaben | Minister                                | Bild                         | Parlamentsmandat (Kammer, Wahlkreis, Fraktion) | Faktion   |
| --- | --- | --------------------------------------- | ---------------------------- | ---------------------------------------------- | --------- |
| Premier | – | Shinzō Abe                              | Shinzō Abe                   | Abg., Yamaguchi 4, LDP                         | (Hosoda)  |
| Finanzen Besondere Aufgaben (Finanzsektor)                                                                                   | „Überwindung der Deflation“ (defure dakkyaku) 1. Vertreter des Premierministers (Vizepremier) | Tarō Asō                                | Tarō Asō                     | Abg., Fukuoka 8, LDP                           | Asō       |
| Allgemeine Angelegenheiten Besondere Aufgaben (My-Number-System)                                                             | – | Masatoshi Ishida                        | Masatoshi Ishida             | Abg., Wakayama 2, LDP                          | –         |
| Justiz | – | Takashi Yamashita                       | Takashi Yamashita            | Abg., Okayama 2, LDP                           | Ishiba    |
| Auswärtige Angelegenheiten                                                                                                   | 4. Vertreter des Premierministers | Tarō Kōno                               | Tarō Kōno                    | Abg., Kanagawa 15, LDP                         | Asō       |
| Kultus und Wissenschaft | „Bildungserneuerung“ (kyōiku saisei) | Masahiko Shibayama                      | Masahiko Shibayama           | Abg., Saitama 8, LDP                           | Hosoda    |
| Soziales und Arbeit | „Reform der Arbeitsweise“ (hatarakikata kaikaku) [Regierungsinitiative zur Beschränkung extrem langer Arbeitszeiten] 5. Vertreter des Premierministers | Takumi Nemoto                           | Takumi Nemoto                | Abg., Fukushima 2, LDP                         | Kishida   |
| Land-, Forst- und Fischereiwirtschaft                                                                                        | – | Takamori Yoshikawa                      | Takamori Yoshikawa           | Abg., Hokkaidō 2, LDP                          | Nikai     |
| Wirtschaft und Industrie Besondere Aufgaben (Organisation für Atomkraftentschädigungen & Reaktorstillegung)                  | „Wettbewerbsfähigkeit der Industrie“ (sangyō kyōsōryoku) „Wirtschaftliche Zusammenarbeit mit Russland“ (Roshia keizai bun’ya kyōryoku) „wirtschaftliche Schäden durch Atomkraft“ (genshiryoku keizai higai)                                                                                  | Hiroshige Sekō                          | Hiroshige Sekō               | Sen. (Klasse von 2013), Wakayama, LDP          | Hosoda    |
| Land und Verkehr | „Maßnahmen zum Wasserkreislauf“ (mizujunkan seisaku) | Keiichi Ishii                           | Keiichi Ishii                | Abg., Verhältnisw. Nord-Kantō, Kōmeitō         | –         |
| Umwelt Besondere Aufgaben (Atomkraftkatastrophenschutz)                                                                      | – | Yoshiaki Harada                         | Yoshiaki Harada              | Abg., Fukuoka 8, LDP                           | Asō       |
| Verteidigung | – | Takeshi Iwaya                           | Takeshi Iwaya                | Abg., Ōita 3                                   | Asō       |
| Chefkabinettssekretär | „Verringerung der Last der Stützpunkte in Okinawa“ (Okinawa kichi futan keigen) „Entführungsproblem“ (rachi mondai) [siehe Entführungen japanischer Staatsbürger durch die DVRK] 2. Vertreter des Premierministers                                                                           | Yoshihide Suga                          | Yoshihide Suga               | Abg., Kanagawa 2, LDP                          | –         |
| Wiederaufbau | „umfassende Erholung vom Atomkraftunfall von Fukushima“ (Fukushima gempatsu jiko saisei sōkatsu) | Hiromichi Watanabe                      | Hiromichi Watanabe (cropped) | Abg., Chiba 6, LDP                             | Takeshita |
| Nationale Kommission für Öffentliche Sicherheit Besondere Aufgaben (Katastrophenschutz)                                      | „Stärkung der Zähigkeit des Landes“ (kokudo kyōjinka) [Regierungsprogramm zur Katastrophenschutzinfrastruktur] | Junzō Yamamoto                          | Junzō Yamamoto               | Sen. (Klasse von 2016), Ehime, LDP             | Hosoda    |
| Besondere Aufgaben (Okinawa & Nordgebiete; Verbraucher & Lebensmittelsicherheit; Geburtenrückgang; Maritime Angelegenheiten) | „Aktivierung aller 100 Millionen“ (ichi-oku-sō-katsuyaku) [Regierungsprogramm zur ökonomischen und gesellschaftlichen Stabilität im demographischen Wandel] „nationaler öffentlicher Dienst“ (kokka kōmuin seido) „Verwaltungsreform“ (gyōsei kaikaku) „Territorialkonflikte“ (ryōdo mondai) | Mitsuhiro Miyakoshi                     | Mitsuhiro Miyakoshi          | Abg., Toyama 2, LDP                            | Kishida   |
| Besondere Aufgaben (Regionalbelebung; Deregulierung; Geschlechtergleichstellung)                                             | „Aktivierung von Frauen“ (josei katsuyaku) [siehe Abenomics bzw. „Womenomics“] „von Stadt, Mensch, Arbeit“ (machi, hito, shigoto sōsei) | Satsuki Katayama                        | Satsuki Katayama             | Sen. (Klasse von 2016), national, LDP          | Nikai     |
| Besondere Aufgaben (Wirtschafts- & Fiskalpolitik)                                                                            | „Wirtschaftserneuerung“ (keizai saisei) „Entwicklung des Personalwesens“ (hitozukuri kakumei) „integrierte Reform von Sozialsicherungssystem & Steuern“ (shakai hoshō・zei ittai kaikaku) 3. Vertreter des Premierministers                                                                  | Toshimitsu Motegi                       | Toshimitsu Motegi            | Abg., Tochigi 5, LDP                           | Nukaga    |
| Besondere Aufgaben (Cool-Japan-Strategie; Förderung des geistigen Eigentums; Wissenschaft & Technologie; Raumfahrt)          | IT-Politik (jōhō tsūshin gijutsu (ai-tī) seisaku) | Takuya Hirai                            | Takuya Hirai                 | Abg., Kagawa 1, LDP                            | Kishida   |
| Staatsminister (ohne Geschäftsbereich)                                                                                       | Olympische & Paralympische Spiele Tokio (Tōkyō orimpikku kyōgi taikai・Tōkyō pararimpikku kyōgi taikai) | Yoshitaka Sakurada (bis 11. April 2019) | Yoshitaka Sakurada           | Abg., Chiba 8, LDP                             | Nikai     |
| Staatsminister (ohne Geschäftsbereich)                                                                                       | Olympische & Paralympische Spiele Tokio (Tōkyō orimpikku kyōgi taikai・Tōkyō pararimpikku kyōgi taikai) | Shun'ichi Suzuki (ab 11. April 2019)    | Shun'ichi Suzuki             | Abg., Iwate 2, LDP                             | Asō       |

## Rücktritte
- Ichirō Tsukada, Vizeminister in der Wiederaufbaubehörde, im Kabinettsbüro und im MLIT, trat am 5. April 2019 von allen Ämtern zurück. Er hatte bei einer Wahlkampfrede für die Gouverneurswahl in Fukuoka behauptet, er habe den Bau einer Brücke zwischen den Heimatstädten von Premierminister Abe und Finanzminister Asō, Shimonoseki und Kitakyūshū, auf indirekte Forderungen der beiden hin angeordnet (忖度, sontaku; siehe auch Moritomo Gakuen).[1]

- Olympiaminister Sakurada gab am Abend des 10. Aprils 2019 seinen Rücktritt bekannt. Er hatte auf einer Veranstaltung der LDP-Unterhausabgeordneten Hinako Takahashi aus der Präfektur Iwate behauptet, Takahashi sei wichtiger als der Wiederaufbau nach dem Tōhoku-Erdbeben 2011. Bereits zuvor hatte Sakurada wegen einer Reihe unbedachter Aussagen in der Kritik gestanden.[2]